# 河井英里
河井 英里（藝名，1965年5月8日—2008年8月4日），是東京都出身的女性歌手、作詞家、作曲家、編曲家、解说员。血型是A型。東京藝術大学毕业。2008年8月4日上午11時40分（東京時間）因肝癌去世。

## 作品

### 单曲
1. 1. 
    - 电视动画《传颂之物》片尾曲

### 专辑
1. （1997年11月21日發售，AEL Records）
2. Prayer（2001年4月25日发售）
  1. Sanctuary（清唱版）
  2. Shalion（自翻唱版）
    - 富士电视台《》主題歌的翻唱（Scat）

  3. Edes lany
  4. Oh My Glory
  5. Scarborough Fair
    - 西蒙和加芬克尔的翻唱曲

  6. Sanctuary
  7. Prayer
3. NEW ANIMATION SONGS（2001年11月22日发售）
4. （2008年12月17日发售，3d system(DDD)(M)）
5. 向日葵/河井英里 追悼盤（2008年12月24日发售）
6. Oriental Green（2009年8月26日发售）
Disc 1

Disc 2

### 合辑
1. 蜡笔小新 音乐集（1993年8月10日发售，Warner Music Japan）
  1. 
    - 电视动画《蜡笔小新》印象歌

  2. 
    - 电视动画《蜡笔小新》印象歌
2. アレサ ～魔法人形のレクイエム～ 音乐集（1993年10月1日发售，Columbia Music Entertainment）
  1. 
    - 《》印象歌
3. ぼくの地球を守って 印象歌大碟 Vol.2（1994年4月21日発売，Victor Entertainment）
  1. 
    - 《》印象歌
4. 浪客剑心 -明治剣客浪漫譚- 十勇士陰謀編 原声帶（1998年4月22日发售，Sony Records）
  1. 
    - PS游戏《》插曲
5. ストレンジドーン 原声帶（2000年8月25日发售，Geneon Entertainment）
  1. 
    - 电视动画《》片头曲

  2. 
    - 电视动画《》插曲
6. The sound side of Apocripha/0（2001年9月5日发售，Lantis）
  1. 
    - 电脑游戏《Apocripha/0》主題歌
7. 劇場版AIR 原声帶（2005年3月25日发售，Frontier Works）
  1. 
    - 电影《AIR》印象歌
8. ARIA The ANIMATION ORIGINAL SOUND TRACK（2005年11月23日发售，Victor Entertainmnet）
  1. 
    - 《ARIA The ANIMATION》插曲（Scat）

  2. 
    - 《ARIA The ANIMATION》插曲（Scat）

  3. 
    - 《ARIA The ANIMATION》插曲（Scat）
9. いっしょに唄おう！／星物語（2005年11月23日发售，Columbia Music Entertainment）
  1. 
    - 电视动画《》片尾曲
10. ARIA The NATURAL VOCAL SONG COLLECTION（2006年9月6日发售，Victor Entertainment）
  1. 
    - 电视动画《ARIA The NATURAL》插曲（Scat）

  2. 
    - 电视动画《ARIA The NATURAL》插曲（Scat）

  3. 
    - 电视动画《ARIA The NATURAL》插曲（Scat）
11. Fate/stay night [Realta Nua] ORIGINAL SOUND TRACK（2007年4月25日发售，Geneon Entertainment）
  1. 
    - PS2游戏《Fate/stay night [Realta Nua]》插曲
12. ALMATERIA／願い（2007年6月8日发售，Frontier Works）
  1. 
    - OVA《交响曲传奇》片头曲

## 词曲提供

### 动画
1. ARIA The ANIMATION
  1. （作詞）
2. ARIA The NATURAL
  1. （作詞）
3. ARIA The ORIGINATION
  1. （作詞）
4. 蜡笔小新
  1. （作曲）
5. 1. （作詞）
6. BAMBOO BLADE
  1. BAMBOO BEAT/STAR RISE（作詞）
7. 罗密欧×茱丽叶
  1. 劇中曲的歌唱

### 歌手
- 石田燿子
  - Thankful（作曲）